# Pedersen & Nielsen
Pedersen & Nielsen Automobilforretning A/S er en dansk bilforhandler- og autoværkstedskæde. Virksomheden har hovedkvarter i Randers med 10 afdelinger i Jylland. Selskabet blev stiftet af Jens Nielsen i 1991. Pedersen & Nielsen forhandler og servicerer bilmærkerne Ford, Volvo, Kia, Suzuki, Nissan, Mazda, Maxus, JAC og Isuzu. Virksomheden har ca. 300 ansatte og en årsomsætning på ca. 1,7 mia. kroner.